# Kotovsk (Rusko)
Kotovsk (rusky Котовск) je město v Tambovské oblasti v Ruské federaci. Při sčítání lidu v roce 2010 měl bezmála dvaatřicet tisíc obyvatel.

## Poloha a doprava
Kotovsk leží ve střední části ocko-donské nížiny na pravém břehu Cny, levého přítoku Mokši v povodí Volhy.
Kotovsk je satelitním městem pro Tambov, správní středisko oblasti, které je vzdáleno přibližně patnáct kilometrů severně. S ním jej také spojuje 17 kilometrů dlouhá místní železniční trať, která se v Tambově připojuje na trať z Moskvy do Saratova.  Provoz osobních vlaků je na ní ale dlouhodobě přerušen a slouží tak jen nákladní dopravě.

## Dějiny
Sídlo zde vzniklo v letech 1914–1916 spolu s výstavbou státního podniku na výbušniny. Nejprve bylo pod názvem Porochovoj Zavod (tj. „prachový závod“) součástí Tambova. Ještě jako součást Tambova bylo přejmenováno v roce 1919 na Krasnyj Bojevik („Rudý bojovník“). 
V roce 1940 se stává samostatnou obcí a je zároveň přejmenováno na Kotovsk k poctě Grigorije Ivanoviče Kotovského, důstojníka Rudé armády, který se podílel na potlačení Tambovského povstání.